# Potosí (película)
Potosí es una película mexicana dirigida por Alfredo Castruita, escrita por José Lomas-Hervert y protagonizada por Arcelia Ramírez, Gustavo Sánchez Parra, Aldo Verástegui, Sonia Couoh, Mario Zaragoza y Gerardo Taracena.
Potosí recibió el premio como Mejor ópera prima mexicana en el Guanajuato International Film Festival GIFF 2013. Gerardo Taracena (El violín y Salvando al soldado Pérez) y Sonia Souoh (Días de gracia y Norteado) fueron nominados al premio Ariel en las categorías de Coactuación.

## Sinopsis
Un accidente en una carretera desértica es el punto de enlace de tres historias. Un pastor de cabras que no se ha atrevido a descargar su arma en 40 años, una esposa y madre de familia que sufre violencia intrafamiliar y la vida humilde de un campesino que día a día intenta proteger a su familia de la violencia que azota a su país.

## Grabación
La película se filmó en San Luis Potosí, San Luis Potosí, y Cerro de San Pedro, San Luis Potosí, con base en historias reales de personas que relataron sus experiencias e historias, que el propio director escuchó.

## Reparto
- Arcelia Ramírez como Estela.
- Aldo Verástegui como Ponce.
- Gustavo Sánchez Parra como Carlos.
- Margarito Sánchez como Rogelio.
- Gerardo Taracena como Javier.[2]
- Sonia Couoh como Verónica.[2]
- Francisco Barreiro como Santo.
- Mario Zaragoza como Luis.
- José Sefami como Tapón.
- Harold Torres como Jonás.
- Fernando Becerril como Don Quintero.
- Luisa Huertas como Rafaela.
- Melissa Alvarado Ramos como Sofía.